# TAF Linhas Aéreas
TAF Linhas Aéreas – nieistniejąca brazylijska linia lotnicza z siedzibą w Fortaleza.
W 2009 roku linia zaprzestała działalności.